# Stazione di Minami-Nagareyama
La stazione di Minami-Nagareyama (南流山駅?, Minami-Nagareyama-eki) è una stazione ferroviaria situata nella città di Nagareyama, nella prefettura di Chiba in Giappone e servita dalla linea Musashino della JR East e dallo Tsukuba Express.

## Linee
East Japan Railway Company
■ Linea Musashino
 MIRC
● Tsukuba Express

## Struttura

### Stazione JR
La stazione è dotata di una banchina centrale a isola con due binari sopraelevati.
| 1 | ■ Linea Musashino | per Minami-Urawa, Nishi-Kokubunji e Fuchū-Honmachi        |
| 2 | ■ Linea Musashino | per Shin-Matsudo Nishi-Funabashi, Kaihin-Makuhari e Tokyo |

### Stazione Ferrovia Rapida di Saitama
La stazione, inaugurata nel 2001, è in sotterranea e costituita da due binari serviti da un marciapiede a isola centrale con porte di banchina installate a protezione.
| 1 | ● Tsukuba Express | per Nagareyama-Ōtakanomori, Moriya e Tsukuba |
| 2 | ● Tsukuba Express | per Misato-chūō, Kita-Senju e Akihabara      |

## Stazioni adiacenti
| «               | Servizio        | »                      |
| Linea Musashino | Linea Musashino | Linea Musashino        |
| --------------- | --------------- | ---------------------- |
| Misato          | -               | Shin-Matsudo           |
| Tsukuba Express |                 |                        |
| Misato-chūō     | Locale          | Nagareyama-centralpark |
| Misato-chūō     | Semirapido      | Nagareyama-Ōtakanomori |
| Kita-Senju      | Rapido          | Nagareyama-Ōtakanomori |